# Esperanza Abad
Esperanza Abad (* 9. února 1941, Mora) je španělská zpěvačka se specializací na současnou vážnou hudbu, trend, ve kterém je ve své zemi průkopnicí. Účinkuje s různými avantgardními španělskými a zahraničními skupinami.
Představila se ve více než 60 dílech španělských i zahraničních skladatelů, z nichž mnozí jí je věnovali. Její intenzivní činnost ji přivedla na pódia festivalů, jako je Mezinárodní festival hudby a tance Granada, Týden nové hudby v Barceloně, Festival de Lectour, Dimecres de Radio Nacional de España, Dny současné hudby v Madridu, Arc-2 atd.
Spolupracovala s různými skupinami, jako jsou například skupiny Canon, Lim, Koan, Sólisté v Madridu, a byla členem Equipo 40. V divadelní oblasti spolupracuje s divadlem Atalaya v Seville od roku 1988 do současnosti.